# Otto von Diericke
Joachim Karl Wilhelm Otto von Diericke (* 10. Dezember 1780 in Königsberg; † 13. Dezember 1860 in Bad Kösen) war ein preußischer Generalleutnant.

## Leben

### Herkunft
Seine Eltern waren der spätere preußische Generalleutnant Friedrich Otto von Diericke (1743–1819) und dessen Ehefrau Antoniette Henriette Sophie Charlotte, geborene von Quotz (1759–1797).

### Militärkarriere
Diericke kam im Jahr 1794 als Gefreitenkorporal in das Infanterieregiment „von Wildau“ der Preußischen Armee. Dort avancierte er bis Juli 1796 zum Sekondeleutnant. Im Vierten Koalitionskrieg kämpfte er in der Schlacht bei Preußisch Eylau sowie im Gefecht bei Königsberg. Am 9. April 1807 wurde er noch zum Premierleutnant befördert und kam nach dem Frieden von Tilsit am 31. Januar 1808 in das 3. Ostpreußische Infanterie-Regiment Nr. 4. Für seine Leistung im Feldzug von 1807 erhielt Diericke am 12. Mai 1808 vom russischen Kaiser Alexander I. eine goldene Uhr. Am 6. November 1809 wurde er zum Stabskapitän befördert und als Adjutant zu seinem Vater versetzt. Das brachte ihm ab dem 1. Dezember 1809 monatlich 30 Taler und drei Rationen.
Am 20. Januar 1812 wurde Diericke zum Kapitän befördert und am 10. März 1813 als Brigadeadjutant zum Oberst von Zielinski versetzt. Am 16. August 1813 wurde er zum Major befördert und kämpfte während der Befreiungskriege in den Schlachten bei Bautzen, Kulm, Leipzig, Paris, Fleurus und Belle Alliance. Außerdem nahm Diericke an den Belagerungen von Erfurt und La Fere sowie den Gefechten bei Königswartha, Nollendorf, Jeanvillers, Claye, Sevres und Issy. In Königswartha erwarb er sich das Eiserne Kreuz II. Klasse und in der Schlacht bei Laon das  Kreuz I. Klasse und den Orden der Heiligen Anna II. Klasse.
Am 3. Oktober 1815 wurde Diericke zum Oberstleutnant befördert und am 21. Februar 1816 als Bataillonskommandeur in das 22. Infanterie-Regiment versetzt. Daran schloss sich am 27. August 1818 eine Verwendung als Kommandeur des 35. Infanterie-Regiments an. In gleicher Eigenschaft kommandierte Diericke ab dem 17. März 1820 das 37. Infanterie-Regiment und wurde am 30. März 1823 Oberst. Am 9. September 1828 erhielt er den Roten Adlerorden III. Klasse, aber am 30. März 1829 wurde er von seinem Kommando entbunden. Am 30. März 1832 kam er dann als Kommandeur zur 10. Landwehr-Brigade und am 30. März 1834 als Kommandeur in die 4. Infanterie-Brigade. Dort wurde er am 30. März 1834 zum Generalmajor befördert und am 10. September 1834 mit der Schleife zum Roten Adlerorden III. Klasse ausgezeichnet. Am 19. September 1840 erhielt er dann den Roten Adlerorden II. Klasse mit Eichenlaub. Unter Verleihung des Charakters als Generalleutnant erhielt Diericke am 14. Januar 1841 seinen Abschied mit der gesetzlichen Pension. Er starb am 13. Dezember 1860 in Bad Kösen.
In seiner Beurteilung aus dem Jahr 1819 heißt es: „Ganz besonderer Fleiß und Anstrengung zeichnen ihn bei einem sehr gemütlichen Charakter aus, haben ihm die Liebe des Offizierskorps erworben und lassen ihn der Gnade Seiner Majestät des Königs empfohlen sein.“

### Familie
Diericke heiratete am 31. Dezember 1815 in Berlin Ludowike Karoline Ernestine von Gühlen (* 1795; † 17. September 1874). Das Paar hatte mehrere Kinder:
- Ottilia Cordelia (* 4. Februar 1817; † 20. Juli 1884), Ehrenstiftsdame zu Marienfließ an der Prignitz
- Otto Ludwig (* 25. September 1818; † 24. Januar 1848), Leutnant
- Ida Emma (* 30. März 1820)
- Edgar Ferdinand (* 2. August 1822; † 22. Juli 1845), Leutnant
- Guido Bruno (* 26. Januar 1825; † 23. Juli 1832)